# Ferrotipia

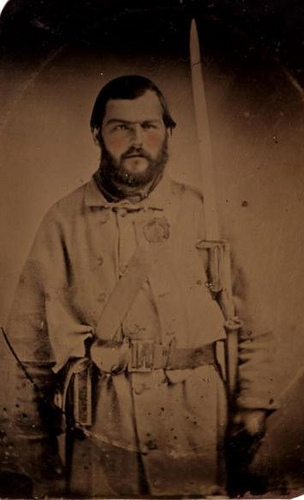
Ferrótipo de um soldado da Guerra Civil dos Estados Unidos em 1861

Ferrotipia ou ferrótipo é um processo fotográfico que consiste na criação de uma imagem positiva sem negativo, diretamente sobre uma chapa fina de ferro revestido com um verniz ou esmalte escuro, que é utilizada como suporte para a emulsão fotográfica. Sua utilização mais ampla se deu durante as décadas de 1860 e 1870.
Esse processo se tornou extremamente popular durante as décadas de 1860 e 1870, quando ocorreu a Guerra Civil dos Estados Unidos, por ser mais barato e mais leve que os daguerreótipos. Por conta disso, sua produção não estava restrita a estúdios, mas eram feitos ao ar livre em feiras e parques, por fotógrafos itinerantes.[carece de fontes?]
Usa o mesmo processo do ambrótipo, só que usando uma placa de ferro. Por não ser frágil, não era necessário emoldurar.[carece de fontes?]

## Processo
Havia o processo do colódio de prata, e o processo seco, usando emulsão de gelatina. Em ambos os processos, uma imagem negativa pálida se formava na emulsão. As áreas mais densas apareciam cinzas. As áreas menos densas deixavam exposta a superfície negra da placa. O resultado era uma imagem pouco luminosa. Fixador cianeto de potássio podia ser usado para tornar a imagem o mais clara possível, no entanto, era uma substância mortal.
Por ser muito mais barato e resistente do que seus predecessores. (o daguerreótipo e o ambrótipo) acabou quase que totalmente por substituí-los.[carece de fontes?]

## Revival
Nos dias de hoje, muitos fotógrafos alternativos estão produzindo ferrótipos.[carece de fontes?]